# 博爾塔湖
博爾塔湖（白俄羅斯語：Болта）是白俄羅斯的湖泊，位於布拉斯拉夫西南5公里，由維捷布斯克州負責管轄，長1.35公里、寬0.45公里，面積0.5平方公里，集水區面積2平方公里，湖岸線長度3.53公里，最大水深4.2米。